# Kickoff
Uma reunião de Kickoff (em inglês: kickoff meeting) é uma reunião com a equipe do projeto e o cliente do projeto. Essa reunião seguiria a definição dos elementos básicos para o projeto e outras atividades de planejamento do projeto. Esta reunião apresenta os membros da equipe do projeto e o cliente e oferece a oportunidade de discutir a função dos membros da equipe. Outros elementos básicos do projeto que envolvem o cliente também podem ser discutidos nesta reunião (cronograma, relatório de status, etc. )
Havendo novos integrantes da equipe, explica-se o processo a ser seguido de forma a manter os padrões de qualidade da organização. Clareza é dada pelo líder do projeto se houver alguma ambigüidade nas implementações do processo.
Há uma discussão especial sobre as legalidades envolvidas no projeto. Por exemplo, a equipe de design que interage com a equipe de teste pode querer que um carro seja testado nas estradas da cidade. Se as permissões legais não forem mencionadas pela parte interessada em questão durante o início, o teste pode ser modificado posteriormente para cumprir as leis de trânsito locais (isso causa atraso não planejado na implementação do projeto). Portanto, seria melhor ter uma discussão sobre isso durante a reunião inicial e acompanhá-la separadamente, em vez de prosseguir com suposições e, posteriormente, ser forçado a replanejar os procedimentos de teste.
A reunião kickoff é um gerador de entusiasmo para o cliente e exibe um resumo completo do projeto até agora. Ao exibir um conhecimento completo da meta e das etapas para alcançá-la, o cliente ganha confiança na capacidade da equipe de entregar o trabalho. Kickoff significa que o trabalho começa.